# Дю-Буа-де-Роман-Кайсаровы
Дю-Буа-де-Роман-Кайсаровы (фр. du Bois de Romand-Kaïsaroff) — русский дворянский род французского происхождения (из Байонны).

## Французские бароны Дюбуа
Повелением Французского короля Людовика XVIII от 25.11/07.12.1820 года и грамотой того же короля от 29.12.1820/10.01.1821 года, Арман Дюбуа (Joseph Zenon Armand Dubois (или du Bois)), возведён, с нисходящим его потомством, в баронское достоинство Французского королевства.

## Французские бароны Дюбуа-Роман
Королевской грамотой от 23.11/05.12.1821 года ему разрешено было присоединить фамилию жены и именоваться бароном Дюбуа-Роман (Dubois-Romand).

## Русские бароны дю-Буа-де-Роман
Высочайшим указом императора Александра II от 27.01.1859 года, барон Густав Арманович (Иосиф-Арман-Густав) дю-Буа-де-Роман (Joseph Armand Gustave du Bois de Romand) был принят в российское подданство с пожалованием ему прав потомственного дворянства. Он был внесён в 1-ю часть дворянской родословной книги Санкт-Петербургской губернии.

## Русские бароны дю-Буа-де-Роман-Кайсаровы
Барон Густав А. дю-Буа-де-Роман был женат на последней представительнице древнего дворянского рода Кайсаровых Наталье Паисеевне (1819—1861?), дочери Паисия Сергеевича Кайсарова (братья которого: Андрей Сергеевич, холост, погиб 14 мая 1813 г. в битве с французами; Михаил Сергеевич — женат на Дарье Борисовне Козловской, сестре Петра Борисовича Козловского, дипломата, лишена отцом приданого и наследства, их сын Адриан Михайлович в 1843—1850 гг. был предводителем дворянства Актарского уезда Саратовской Губернии; Пётр Сергеевич — сенатор) (внесённого в 6-ю часть родословной книги Ярославской губернии), которая обратилась в дворянское депутатское собрание Саратова с просьбой передать родовую фамилию и герб Кайсаровых её мужу.
Высочайше утверждённым 13.10.1860 года мнением Государственного Совета в звании камергера, действительному статскому советнику барону Г. А. дю-Буа-де-Роман было дозволено присоединить к своей фамилии и гербу, фамилию и герб своей жены, рождённой Кайсаровой, и именоваться впредь, потомственно, бароном дю-Буа-де-Роман-Кайсаровым. Диплом на баронское достоинство и соединённый герб был жалован 02.04.1865 года.
Род баронов дю Буа-де-Роман-Кайсаровых был внесён 18.07.1866 года в 1-ю часть дворянской родословной книги Рязанской губернии.

## Описание герба
Гербы
Первоначальный герб баронов Дюбуа, полученный 29.12.1820/10.01.1821 года:
В червлёном щите, золотой лев, держащий в правой передней лапе серебряный меч; золотая глава обременена тремя чёрными молеттами.
Герб баронов дю-Буа-де-Роман-Кайсаровых внесён в «Сборник дипломных гербов Российского Дворянства, невнесённых в Общий Гербовник» (часть 2 стр. 77). Его описание:
Щит четверочастный с щитком по середине. В первой и четвёртой лазуревых частях, пять золотых монет, 2 и 3. Во второй и третьей червлёных частях, серебряный лев с червлёными глазами и языком, вооружённый золотым мечом, и в золотой главе три чёрных шпорных колеса (изменённый герб французских баронов Дюбуа). В лазуревом щитке серебряные ключ в столбе и накрест положенные стрела и меч (герб русских дворян Кайсаровых). Щит увенчан баронской короной с двумя коронованными шлемами. Нашлемник правый — два буйволовых рога, рассечённые первый лазурью и золотом, а второй золотом и лазурью, между которыми пять золотых монет, 2 и 3; левый — возникающий серебряный лев с червлёными глазами и языком, вооружённый золотым мечом. Намёт: справа — лазуревый с золотом, слева червлёный с серебром. Щитодержатели: две золотые борзые собаки с горностаевыми епанечками.

## Родословная
- Жозеф-Мартин Дюбуа (Joseph-Martin Dubois) (род. 1730 ум. 01.06.1811), генеральный контролёр соляного налога (contrôleur général des gabelles; 1775), генеральный директор королевской фермы в Байонне (directeur général des fermes du roi à Bayonne; 1783), директор таможни (administrateur des douanes; 1800)
  - Жан-Мари-Жозеф-Анн Дюбуа, граф Дюбуа-Эме (Jean-Marie-Joseph-Anne Dubois le comte Dubois-Aymé) (род. 22.12.1779, Пон-де-Бовуазен ум. 15.03.1846, Мелан)[5]
  - Барон Жозеф-Зенон-Арман Дюбуа-Роман (род. 04.07.1784, Байонна ум. 14.05.1854, Гренобль), офицер ордена Почётного легиона (chevalier de l’empire par lettres patentes du 26.04.1810), шеф эскадрона (chef d’escadron), кавалер королевского ордена Св. Людовика (14.02.1816)[6]. Жена — Катрин Роман (Catherine Romand), дочь королевского секретаря.
    - Барон Жозеф-Арман-Густав Дюбуа-Роман, в России — Густав Арманович дю-Буа-де-Роман (Joseph Armand Gustave du Bois de Romand) 1-й барон дю-Буа-де-Роман-Кайсаров (род. 01.01.1810, Rhein ум. 15.10.1871, Женева). Префект департаментов Вар (1851—1851) и Сона и Луара (1851—1853), кавалер ордена Почётного легиона. Действительный статский советник и камергер (08.09.1859). Жена (с 1845) — Наталья Паисиевна Кайсарова, дочь генерала от инфантерии Паисия Сергеевича Кайсарова (23.05.1783 — 15.02.1844) и Варвары Яковлевны Ланской (1796—1875). Баронесса Н. П. дю-Буа-де-Роман-Кайсарова пожертвовала деньги на поддержание Казанской церкви, построенной в 1736 или 1739 году и служившей усыпальницей рода Ланских[7]
    - Барон Альфред Дюбуа-Роман (Alfred Dubois-Romand)
    - Баронесса Армана Дюбуа-Роман (Armande Dubois-Romand). Муж — Жозеф Румплер (Joseph Rumplert)
    - Баронесса Мария-Генриетта-Октавия Дюбуа-Роман (Marie Henriette Octavie Dubois-Romand). Муж — М. Саппи (M. Sappey)